# J·T·瑞爾穆托
雅各·泰勒·瑞爾穆托（英語：Jacob Tyler Realmuto，1991年3月18日—），美國棒球運動員，目前為美國職棒大聯盟費城費城人隊捕手。2010年MLB選秀第3輪被佛羅里達馬林魚隊選走。2014年升上大聯盟，2018年入選明星賽與拿下銀棒獎。2019年2月被交易至費城人隊。

## 職業生涯

### 邁阿密馬林魚
2014-2015年
2014年6月1日，瑞爾穆托登上大聯盟。6月5日，他擊出大聯盟首安。該季他打擊率2成41。
2015年開季，瑞爾穆托在3A待了3場比賽，後來因為球隊捕手傑夫·馬席斯受傷，瑞爾穆托遞補其位置出賽。4月底，馬林魚將陣中捕手賈羅德·薩爾塔拉馬基亞指定派遣，瑞爾穆托成為先發捕手。該年他打擊率2成59，10轟47分打點，還擊出7支三壘安打。他每秒可以跑28.8英尺，是大聯盟速度最快的捕手。
2016年
該季，他打擊率3成03，11轟48分打點。他的pop time為大聯盟第二快，僅1.91秒 (pop time是指捕手接到球之後，將球丟向二壘到內野手接住球的這段時間)。
2017年
2017年開季，他在開幕週獲選為國聯單週最佳球員。該年他打擊率2成78，17轟65分打點。他該年的平均pop time更是只有1.90秒。其中他在面對費城人的比賽時，他更是丟出了1.38秒的pop time，為Statcast開始計算以來的最快紀錄。
2018年
2018年上半季，他打擊率3成17，12轟。他也順利入選2018年美國職棒大聯盟全明星賽。該季他打擊率2成77，21轟74分打點。他也順利拿下銀棒獎。該季，他在主場的打擊率僅2成45，但他在客場的打擊率為3成09。
2018年11月，他代表大聯盟參加2018年美國職棒大聯盟美日明星賽。2019年1月，他與馬林魚隊簽下了590萬美元的合約，另外還有15萬美元的激勵獎金。

### 費城費城人
2019年
2019年2月7日，瑞爾穆托被交易至費城人，馬林魚換來了Jorge Alfaro、Sixto Sanchez、Will Stewart及25萬美元的國際簽約金。這一年他入選了生涯第二次的明星賽。
該年他的打擊率為2成75，25轟83分打點。92得分為生涯新高，還有8次盜壘成功。在防守端上，他的阻殺率高達47%，而且他還丟出捕手最快的pop time(1.88秒)。另外，他單季14次雙殺也是捕手最多的紀錄。
2021年
2021年1月26日，費城人以5年1.155億美元合約，從自由市場簽回瑞爾穆托，讓他成為大聯盟史上平均年薪最高的捕手，這張合約的平均年薪為2,310萬美元，不過他在今年賽季只會領到2,000萬美元（當中有1,000萬會延後至2026、2027年分攤支付），從2022至2025年，他將領取2,387.5萬美元。另外，如果費城人選擇交易他，還必須支付一筆100萬美元的款項。

## 外部連結
- 球員資訊和成績在MLB ，ESPN ，Retrosheet ，Baseball Reference ，Baseball Reference (Minors) ，Fangraphs ，The Baseball Cube （英文）
- J·T·瑞爾穆托在台灣棒球維基館上的頁面（繁體中文）